# Estádio Municipal Olímpico Albino Turbay
Estádio Municipal Olímpico Albino Turbay – stadion piłkarski, w Cianorte, Parana, Brazylia, na którym swoje mecze rozgrywa klub Cianorte Futebol Clube.